# باريس-كاممبير 2022
باريس-كاممبير 2022 هو سباق دراجات هوائية من فئة سباق يوم واحد، وهو الموسم الثالث والثمانين من باريس-كاممبير، وأقيم في 12 أبريل 2022 ضمن سباقات طواف أوروبا للدراجات 2022، وشارك فيه 96 متسابقاً ووصل إلى نهايته 77 متسابقاً.
فاز بالمركز الأول أنتوني ديلابلاسي، وبالمركز الثاني فالنتين فيرون، وبالمركز الثالث تيبو فيراس.

## الفرق
| فرق عالمية (3)- AG2R Citroën Team - Cofidis - Groupama-FDJ فرق برو (7)- Alpecin-Fenix - بي آند بي هوتيلز 2022 ‏ - بنجوال باوليز ساوكس دبليو بي 2022 ‏ - سبورت فلاندرين بالويس 2022 ‏ - Arkéa-Samsic - TotalEnergies - أونو اكس برو سايكلنج تيم 2022 ‏ فرق قارية (5)- Van Rysel–Roubaix ‏ - Nice Métropole Côte d'Azur ‏ - سانت ميشيل-أوبير 93 2022 ‏ - سوبرانو هام ايزوريكس 2022 ‏ - CIC U Nantes Atlantique ‏ |  |
| |  |

## التصنيف العام النهائي
| التصنيف العام         | التصنيف العام       | التصنيف العام | التصنيف العام     | التصنيف العام |
| العداء                | العداء              | البلد         | الفريق            | الوقت         |
| --------------------- | ------------------- | ------------- | ----------------- | ------------- |
| 1                     | أنتوني ديلابلاسي    | فرنسا         | اركيا سامسيك      | 5 س 12 د 01 ث |
| 2                     | Valentin Ferron ‏    | فرنسا         | TotalEnergies     | + 4 ث         |
| 3                     | Thibault Ferasse ‏   | فرنسا         | فيتال كونسبت ‏     | + 14 ث        |
| 4                     | جيوفري بوشارد       | فرنسا         | AG2R Citroën Team | + 14 ث        |
| 5                     | جيمي يانسون         | بلجيكا        | Alpecin-Fenix     | + 14 ث        |
| 6                     | Matis Louvel ‏       | فرنسا         | اركيا سامسيك      | + 39 ث        |
| 7                     | إيدفالد بواسون هاغن | النرويج       | TotalEnergies     | + 39 ث        |
| 8                     | Luca Mozzato ‏       | إيطاليا       | فيتال كونسبت ‏     | + 39 ث        |
| 9                     | دامين توزي          | فرنسا         | AG2R Citroën Team | + 39 ث        |
| 10                    | Axel Zingle ‏        | فرنسا         | Cofidis           | + 39 ث        |
| مصدر: ProCyclingStats |                     |               |                   |               |

## وصلات خارجية
- الموقع الرسمي
- لمحة عن سباق باريس-كاممبير 2022 على موقع  ProCyclingStats   (برو  سايكلنج  ستاتس) - إحصاءات  محترفي  الدراجات.
- باريس-كاممبير 2022 على موقع إحصائيات الدراجات الإحترافية (الإنجليزية)